# Ritratto di Chaïm Soutine
Ritratto di Chaïm Soutine è un dipinto a olio su tela (100 x 65 cm) realizzato nel 1916 dal pittore italiano Amedeo Modigliani.
Fa parte di una collezione privata parigina.
È il ritratto del pittore russo Chaïm Soutine. Come in molte opere di Modigliani, si nota la differenza dello stile, raffinato e particolareggiato, del volto e delle mani del soggetto, contrapposto ad un tratto più semplice dello sfondo e dell'abito.